# Доладо, Хуан Хосе
Хуан Хосе Доладо (исп. Juan José Dolado Lobregad; родился в 1955 году, Сарагоса, Испания) — испанский экономист, профессор экономики Европейского университетского института, в 2001 году президент Испанской экономической ассоциации.

## Биография
Хуан Хосе родился в 1955 году в городе Сарагосе, Испания.
Высшее образование и степень бакалавра получил в 1977 году в Мадридском университете Комплутенсе, в 1979 году защитил диплом по математике в Мадридском университете Комплутенсе, а магистерскую степень по математике в 1981 году получил в Лондонской школе экономики и политических наук, а в 1988 году удостоен докторской степени по экономике в Оксфордском университете.
Преподавательскую деятельность начал в 1977—1978 годах помощником преподавателя на факультете экономики в Мадридском университете Комплутенсе. В 1985—1986 годах был ассистентом преподавателя на кафедре эконометрики, в 1987—1988 годах лектор экономики в Оксфордском университете.
В 1982—1985 годах и в 1988—1991 годах старший экономиста, а в 1992—1996 годах главным экономист отдела исследований Банка Испании. С 1997 года профессор кафедры экономики, а в 1998—2001 годах декан факультета экономики Мадридского университета имени Карлоса III. С 1 января 2014 года профессор экономики Европейского университетского института.
Приглашенный профессор Центра денежно-кредитных и финансовых исследований в 1995—2000 годах.
С 2000 года член комитета по наблюдению Европейского центрального банка.
В 1989—1996 годах помощник редактора «Revista Española de Economía», в 1996—2000 годах соредактор, а в 2001—2004 годах управляющий редактор «Spanish Economic Review». Также в 1998—2001 годах редактор «Asociado Investigaciones Económicas», в 1995—2000 годах соредактор «Econometric Theory», в 1998—2001 годах соредактор «European Economic Review», в 2000—2011 годах помощник редактора «Bulletin of Economic Research», в 2005—2013 годах соредактор «Labour Economics». В настоящий момент с 2012 года помощник редактора «IZA Journal of Labor Policy» и с 2014 года помощник редактора «Macroeconomic Dynamics».
В 1997—2001 годах член совета, в 2005—2010 годах член исполнительного совета и казначей Европейской экономической ассоциации. В 2001 году президент Испанской экономической ассоциации, почётный член Испанской экономической ассоциации. Член группы политических советников президента европейской комиссии с 2002 года.

## Семья
Хуан женат на Кармен и имеет двух дочерей: Анна и Лаура.

## Награды
За свои достижения был награждён:
- 2011 — вторая премия Vanguardia de la Ciencia[англ.] за самую влиятельную статью во всех научных дисциплинах, опубликованных испанскими авторами,
- 2015 — премия Короля Хайме I по экономике